# Centre d'Arts Santa Mònica
El Centre d'Arts Santa Mònica és un centre cultural gestionat pel Departament de Cultura de la Generalitat de Catalunya. Està situat al convent del mateix nom a la Rambla de Barcelona.
Al llarg de la seva història ha viscut diferents períodes en el que la seva funció institucional ha anat canviant, des d'una missió que prefigurava el MACBA en incloure art des de la dècada de 1950 (1988-2002); una altra que passava per la radicalitat en la que es va apostar per la creació més contemporània (2002-2008); una que prioritzava el diàleg entre art, ciència i comunicació (2009-2013) una més multidisciplinar (2013-2017), o la contemporània, on es converteix en un laboratori d’idees que promou el diàleg permanent entre la creació artística i altres disciplines.

## Història
Va obrir les portes el 17 de maig de 1988, amb l'exposició El surrealisme a Catalunya, 1924-1936 i des de llavors ha acollit més de 150 exposicions i milers de conferències. Al llarg d'aquests anys, han nascut certàmens com la Primavera Fotogràfica i la del Disseny, la Mostra d'Arts Electròniques, la de VideoDansa i l'Arslibris. El centre ha tingut diverses denominacions i etapes:

### 1988 - 2002: Centre d'Art Santa Mònica
El primer encàrrec que van rebre els arquitectes encarregats de la reforma del convent, era crear la seu provisional del futur Museu d'Art Contemporani de Catalunya. Aquesta proposta va anar evolucionant, fins a convertir-se en un projecte de centre polivalent. Després d'un període de reformes, el Centre d'Art Santa Mònica es va inaugurar el 17 de maig de 1988 amb una exposició sobre el surrealisme. El seu objectiu era fer la funció de sala d'exposicions d'obres d'art contemporani de la Generalitat de Catalunya. La primera mostra va ser comissariada per Josep Miquel Garcia, que va ser el primer director del centre fins a 2002. Tot i el plantejament inicial, el centre no va néixer com a contrapartida al projecte del MACBA. Segons la mateixa Generalitat, la idea era comptar amb un centre de primera categoria per a exposicions pròpies i, al mateix temps, revitalitzar la part baixa de la Rambla. També es volia instal·lar el Servei d'Arts Plàstiques de la Generalitat. En la seva primera etapa no disposava de pressupost autònom.
El centre també acollí el Centre de Documentació i Art Contemporani Alexandre Cirici (creat el 2 de juny de 1984), una biblioteca i hemeroteca d'art del segle XX i un arxiu d'artistes del mateix segle, majoritàriament dels anys 40 a principis del segle XXI. El 6 d'abril de 2006 tot aquest arxiu va ser traslladat i integrat al Centre de Documentació del MACBA.
En aquest període s'exposa Ferran Garcia Sevilla, Zush, Pistoletto, Dieter Appelt, Angel Jové, Francesc Torres, General Idea, Carles Pazos, Ettore Sottsass, Hannah Collins, Joseph Beuys, Bernard Plossu, Castiglioni, Chris Burden, Antoni Muntadas, Alfredo Jaar, Pere Formiguera o Ingo Maurer, entre d'altres exposicions col·lectives.

### 2003 - 2008: CASM

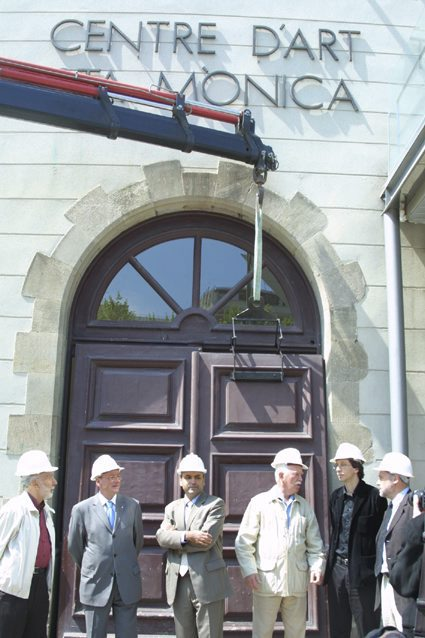
El 2003 es va arrencar la porta del centre com a fet simbòlic de l'inici de les obres de rehabilitació del centre

L'any 2003 va iniciar-se una nova etapa al Centre d'Art Santa Mònica, amb una programació que girava al voltant d'una vintena d'exposicions individuals de nova producció, distribuïdes en 4 blocs anuals i un ampli programa d'activitats. Els eixos principals d'aquesta programació van tenir una marcada voluntat transgeneracional, la barreja d'artistes locals i internacionals i, en definitiva, treballar en la recerca en art i utilitzar l'art contemporani com a generador de discurs. En aquest període el centre es va orientar cap a la producció artística contemporània. El projecte s'emmirallà en els Kunsthalle alemanys, on es difonia la creació emergent fora del circuit museístic i comercial. Durant aquest període el seu director fou Ferran Barenblit.
El maig de 2003, el llavors conseller de cultura Jordi Vilajoana va anunciar unes obres de remodelació del centre, amb l'objectiu d'apropar el centre a les Rambles i crear una nova sala d'exposicions de 300 metres quadrats, cobrint el claustre. A la planta baixa es va obrir un nou accés a nivell de la Rambla, es va canviar la disposició de les sales i els seus revestiments, dotant-los de major neutralitat, i es va instal·lar un nou ascensor panoràmic. Va incorporar un punt de lectura i una videoteca a la primera planta, va traslladar la llibreria d'art i va crear una cafeteria-restaurant. Les oficines es van ubicar a la segona planta. Les obres de rehabilitació les va fer el mateix arquitecte Albert Viaplana, qui també va intervenir quinze anys abans en la rehabilitació del convent de Santa Mònica. El treball arquitectònic es va plantejar en funció del projecte artístic del CASM, que llavors era definit com un espai de construcció de l'art contemporani destinat a potenciar la recerca de nous llenguatges, la producció de nous treballs i el reconeixement de les diferents modalitats de creació. Les obres tenien un pressupost d'1.011.529 euros.
La re-inauguració del centre va incloure exposicions de Leandro Erlich, Mabel Palacín, Albert Tarés, Gite Villesen i Christiane Erharter. Al llarg dels propers cinc anys, es van poder veure exposicions de molts artistes catalans, com Oscar Abril Ascaso, Martí Anson, Esther Partegàs, Tere Recarens, Joan Morey, Luís Bisbe o Carles Congost. Entre els espanyols Dora García i Fernando Sánchez Castillo. En gairebé totes les ocasions es tractava de produccions noves realitzades específicament per a l'espai. Entre els artistes estrangers, es va comptar amb exposicions individuals de Runa Islam, Christian Jankowski, Maria Nordman, Jiri Kovanda o João Tabarra. L'espai consulta, per la seva banda, va ser pioner en la creació d'un espai documental on tenir altres aproximacions al treball en art.
Barenblit va deixar el càrrec l'estiu de 2008 per discrepàncies amb Joan Manuel Tresserras, el llavors conseller de cultura de la Generalitat de Catalunya. Tresserras volia reubicar en un altre centre el projecte de Barenblit a causa de la poca assistència de públic. «No pot ser que un equipament públic situat en un lloc per on passa mig milió de persones al dia estigui buit» va afirmar el conseller. Barenblit, al seu torn, defensava la projecció internacional del projecte. L'Associació d'artistes visuals, per la seva banda, va demanar aturar el relleu de Barenblit, i va lamentar la decisió del Conseller en considerar-la "irresponsable, antidemocràtica i de fets consumats". Barenblit va ser substituït per Vicenç Altaió, fins al moment director de la KRTU.
Arran d'aquest canvi es va plantejar que l'activitat duta a terme pel CASM es traslladés a altres espais, com l'edifici Imagina del 22@ o el Canòdrom de Barcelona.

### 2009 - 2013: Arts Santa Mònica

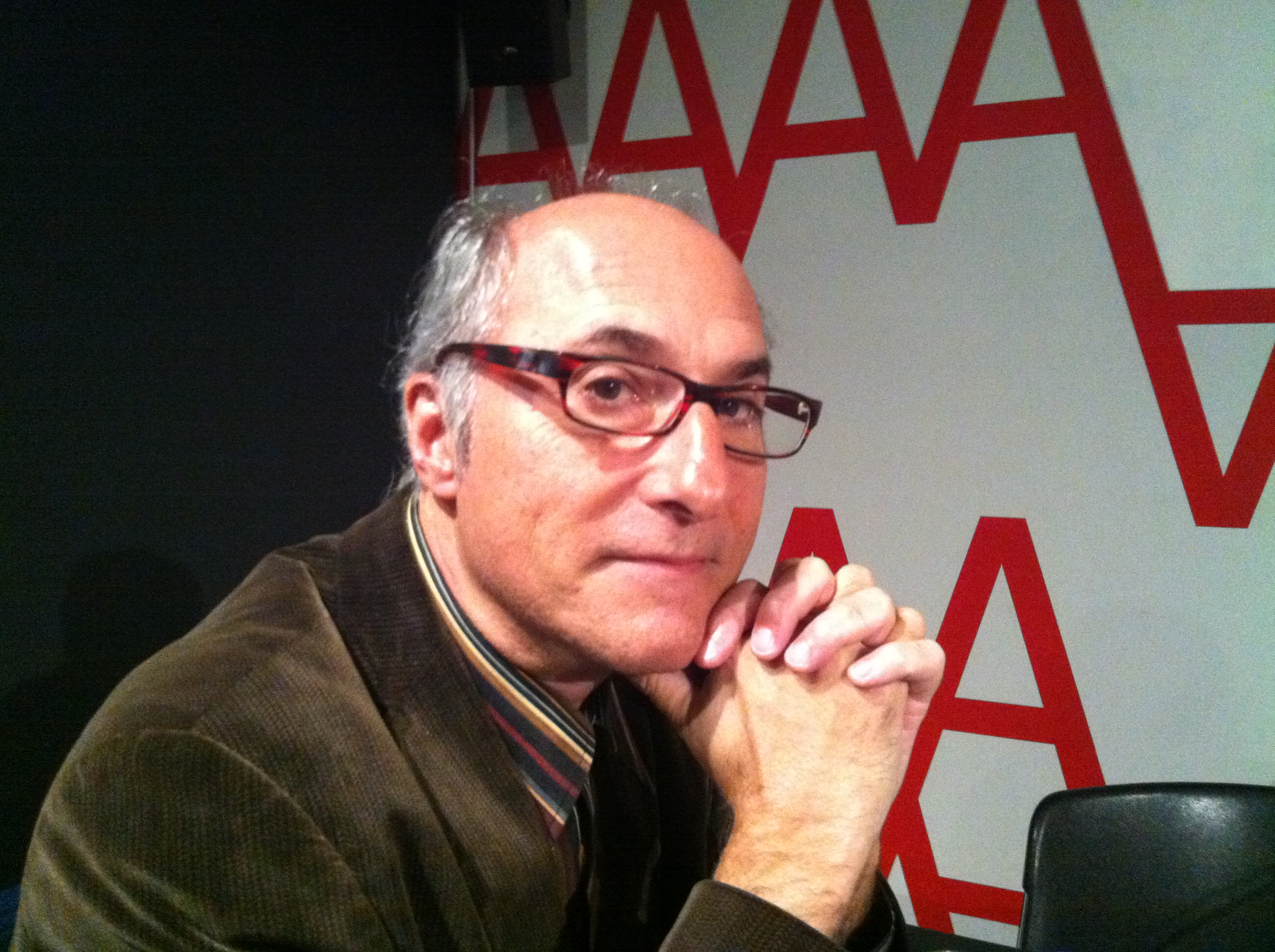
Altaió durant un acte a l'ASM

El mes de juliol de 2008 l'espai va canviar la direcció i Vicenç Altaió n'assumí el càrrec. El febrer del 2009 el centre va canviar el nom per Arts Santa Mònica, nom que encara manté. Amb la direcció d'Altaió el centre es va orientar cap a la divulgació i estudi de projectes que relacionaven l'art, la ciència i la comunicació. Es tractava d'una clara voluntat interdisciplinària, on l'equip directiu comptava amb Manel Guerrero com a responsable de l'àrea artística, Josep Perelló per la ciència i Enric Marín per la comunicació.
Cal remarcar que ens els 4 anys de la seva direcció el centre va perdre un 47% del seu pressupost inicial. El gener de 2012 l'eix de ciència va caure del projecte, quan Josep Perelló, físic de la Universitat de Barcelona i responsable de l'àrea de ciència va dir que abandonava el projecte, ja que no hi havia garanties de poder dur a terme el programa. També es va cancel·lar el servei pedagògic del centre.
Durant el període Altaió les exposicions van ser molt variades, anant des d'Isabel Coixet, John Berger; Mireia Sentís, Agustí Centelles, Quim Monzó o Salvat-Papasseit. Altaió deixà el càrrec el 30 de juny de 2013.

### 2013 - 2017: Centre de la Creativitat

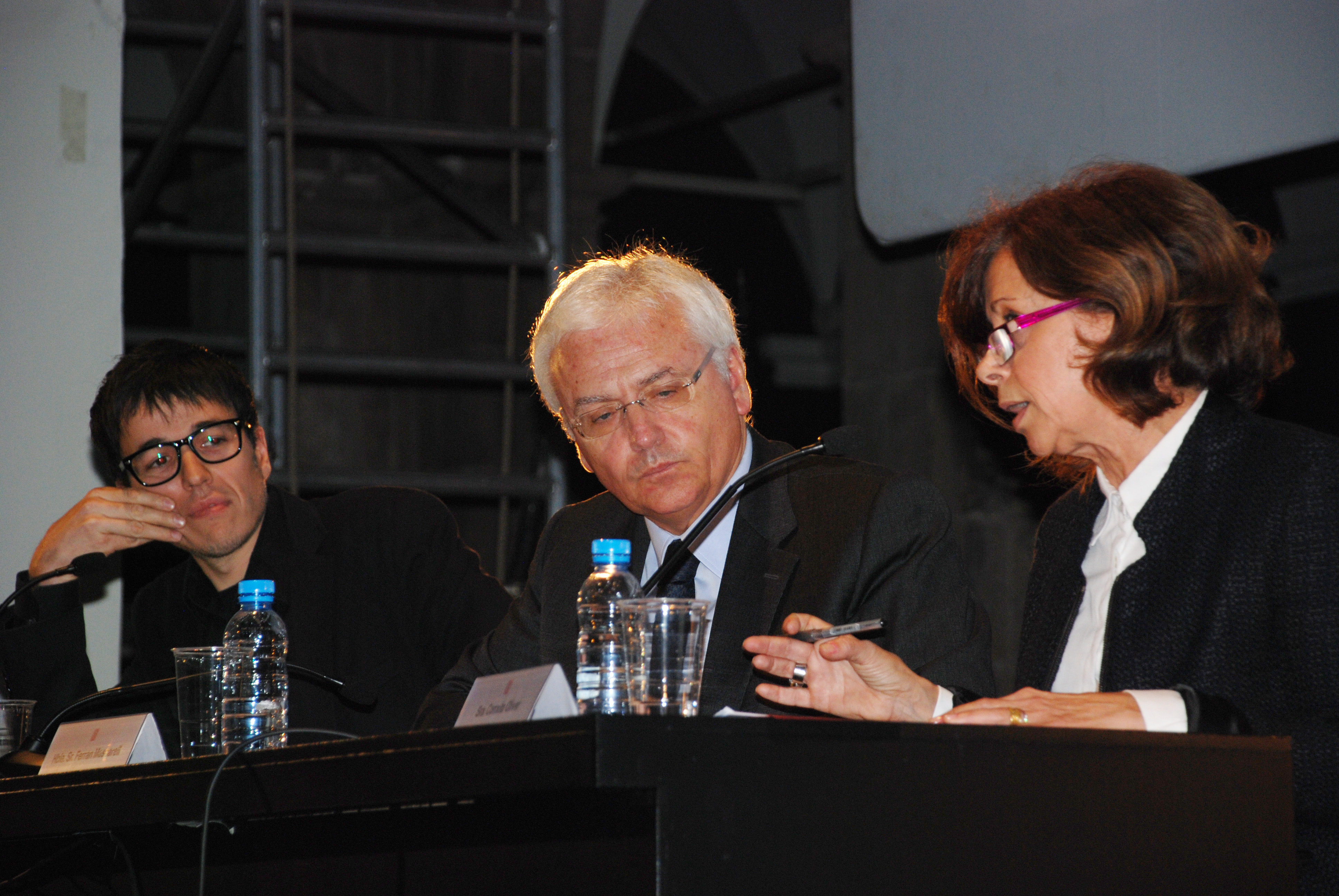
Presentació de la nova etapa d'Arts Santa Mònica Novembre 2013

El febrer de 2013 Ferran Mascarell va anunciar que el centre «es reorientaria i es convertiria en un laboratori d'idees com a punt de confluència de la creativitat i serà un generador de continguts que circulin pel territori i internacionalment» Poc després es va saber que no es comptava amb Altaió per aquesta nova orientació del projecte. El juny de 2013 Mascarell va tornar a comparèixer per explicar una nova proposta pel centre: és convertir-ho en un centre d'exhibició, però no d'exposicions. Un centre més experimental però no tan arriscat com en el seu període anterior. Es preveu que hi hagi exposicions sobre l'activitat creativa del present, i es vol que hi hagin activitats orientades al professionals del sector (arts visuals, arts escèniques, publicitat, arquitectura, disseny...) El centre comptarà amb la direcció de Conxita Oliver i l'assessorament de Bibiana Ballbè, Didac Lee, Alfons Cornella, Pau Alsina, Teresa Camps, Miquel Espinet, Benedetta Tagliabue, Jaume de Laiguana, Toni Segarra, Franc Aleu i Àngels Ribé. L'escola Elisava va treballar en un nou disseny gràfic per al centre.
El 18 de novembre de 2013 es va presentar oficialment la nova etapa Arts Santa Mònica, on el conseller va dir que «ha de ser aparador i altaveu de la creativitat de Catalunya; un espai que doni resposta als creadors catalans en les diferents vessants i que els creadors sentin com a seu.» L'objectiu és consolidar un espai propi per a l'exhibició i difusió de la creativitat catalana contemporània per a impulsar la creació que es fa al país, obrir noves oportunitats als creadors i posar-los en diàleg amb altres creadors locals, nacionals i internacionals, així com amb agents i emprenedors que puguin contribuir a la seva carrera. Els projectes expositius volen potenciar l'atenció als creadors emergents en disciplines diverses.

### 2021 - 2025: Centre d'Arts Santa Mònica
El 5 de febrer de 2021 Enric Puig Punyet fou nomenat com a nou director del centre.

## Exposicions destacades
Entre les exposicions destacades que ha acollit el centre es troben les d'artistes com Ferran Garcia Sevilla (1989), Zush (1989), Carles Guerra (1990), Joan Fontcuberta (1990 i 2002), Pistoletto (1990), Dieter Appelt (1991), Francesc Torres (1991), General Idea (1992), Carlos Pazos (1993), Hannah Collins (1993), Joseph Beuys (1993 i 1994), Bernard Plossu (1994), Chris Burden (1995-96), Antonio Saura (1995), Javier Vallhonrat (1996), Muntadas (1996), Alfons Borrell (1997), Alfredo Jaar (1998), Pere Formiguera (2000), Josep Palau i Fabre (2000) Manel Esclusa (2003) i en, l'àmbit del disseny, Ettore Sottsass, Achille Castiglioni, Philippe Starck, Enzo Mari, Ingo Maurer i Ron Arad. També sobre Isabel Coixet, John Berger, Mireia Sentís, Agustí Centelles, Mireya Masó (2010), Quim Monzó o Salvat-Papasseit.

## Projectes
- Arts Libris: és un projecte organitzat per l'Arts Santa Mònica amb l'objectiu de promoure i difondre l'edició d'autor en l'entorn de l'art i l'experimentació gràfica, pretén ser un punt de trobada per a professionals i aficionats, productors i col·leccionistes a l'entorn de la diada de Sant Jordi. El llibre d'autor té multitud de facetes, possibilitats i resultats però hi ha una sèrie de valors que els agrupen. Entendre el llibre com a peça d'art o d'experimentació gràfica, la cura en les edicions, l'elecció de papers, enquadernats, etc. Alhora el posar per sobre la qualitat a l'interès comercial i el contacte directe amb el comprador genera un col·lectiu a mig camí de l'art, l'artesania, el disseny i les arts gràfiques i d'enquadernació. Tanmateix és un sector productiu interessant i que a Catalunya té una llarguíssima tradició i influència. Durant els quatre dies de la trobada, Arts Santa Mònica es converteix en un espai d'activitat permanent, i trobades de passadís amb la voluntat de convertir-se en una cita important per al sector. Arts Libris pren la forma en el creuament entre un mercat, unes exposicions i un mini-congrés.[23]

- KRTU: És un projecte iniciat el 1989 per la Comissió Assessora per a la Modernització Cultural de Catalunya per a la creació d'un Centre de Darreres Tendències. El primer informe va estar liderat per Vicenç Altaió amb la col·laboració d'Anna Veiga, Claret Serrahima, Oriol Regàs, Xavier Olivé, Juanjo Puigcorbé i Juli Capella, entre altres personalitats del món cultural.[24] El 1990 es va crear un equip de treball per a redactar un projecte pilot del centre KRTU, amb direcció de Vicenç Altaió, i coordinació de Sílvia Duran i Manuel Guerrero i Brullet. El disseny de la imatge del corporativa del KRTU aniria a càrrec de Claret Serrahima. El centre KRTU fou presentat oficialment el 24 d'octubre de 1990 al Casal de Sarrià, a Barcelona i establí el llavors anomenat Centre d'Art Santa Mònica com a seu estable. Des d'aquest moment va anar programant un seguit d'exposicions, conferències i beques, entre altres activitats, organitzades a l'Arts Santa Mònica i a altres espais com el Palau Marc, el Palau Moja, la Fundació Antoni Tàpies, la Sala Metrònom, el Museu d'Art de Girona, el Museu dels Joguets de Catalunya de Figueres, Can Xalant… També van fer diverses publicacions.[25] El projecte volia ser un «epicentre que, inspirat des de Catalunya alhora la diferència i l'universal, farà possible la creació i la recerca més innovadora des d'una relació intersectorial entre humanistes i científics a través de l'anàlisi dels nous llenguatges i amb l'intermediari de les noves tecnologies». Quan Altaió va assumir la direcció de l'Arts Santa Mònica, les seves activitats van quedar integrades dins del centre.

## Directors
Llista no completa de directors del centre:
- 1988 - 2003: Josep Miquel Garcia
- 2003 - 2008: Ferran Barenblit
- 2009 - 2013: Vicenç Altaió
- 2013 - 2014: Conxita Oliver
- 2014 - 2017: Jaume Reus i Morro
- 2021 - 2025: Enric Puig Punyet